# Restrepo (estación)
La estación sencilla Restrepo, hace parte del sistema de transporte masivo de Bogotá llamado TransMilenio inaugurado en el año 2000.

## Ubicación
La estación se encuentra ubicada en el sur de la ciudad, más específicamente en la Avenida Caracas entre la calle 19A Sur y la Avenida Primero de Mayo. Se accede a ella mediante cruces semaforizados ubicados sobre la Calle 19 Sur y sobre la Av. Primero de Mayo.
En cercanía está la Iglesia Universal del Reino de Dios.

## Origen del nombre
La estación recibe el nombre de Restrepo por el tradicional barrio que se encuentra al occidente de la estación. Sirve también el barrio Ciudad Jardín Sur y sus alrededores.

## Historia
A comienzos del año 2001, fue inaugurada la segunda fase de la Troncal Caracas desde Tercer Milenio, hasta la estación intermedia de la Calle 40 Sur. Meses más tarde el servicio fue extendido al sur, hasta el Portal Usme.
Durante los paros nacionales de 2019 y 2021, la estación sufrió diversos ataques que afectaron de forma considerable las puertas de vidrio y demás infraestructura de la estación, razón por la cual se encontró inoperativa por algunos días luego de lo ocurrido.

## Servicios de la estación

### Servicios troncales
| Tipo                                            | Rutas al Norte | Rutas al Sur |
| ----------------------------------------------- | -------------- | ------------ |
| Ruta fácil                                      | 3              | 3            |
| Expresos todos los días todo el día             | K54            | H54          |
| Expresos lunes a sábado todo el día             | B13 D20        | H13 H20      |
| Expresos lunes a viernes todo el día            | C17            | H17          |
| Expresos lunes a viernes hora pico de la mañana | J76            |              |
| Expresos lunes a viernes hora pico de la tarde  |                | H76          |
| Expresos sábados de 4:00 a. m. a 3:00 p. m.     | C17            | H17          |

### Esquema
| ← Norte      |           |         |              |
| Calle 19 Sur | B13C17D20 | 3J76K54 | Calle 22 Sur |
|              | Vagón 2   | Vagón 1 |              |
| Calle 19 Sur | H13H17H20 | 3H54H76 | Calle 22 Sur |
| Sur →        |           |         |              |

### Servicios urbanos
Así mismo funcionan las siguientes rutas urbanas del SITP en los costados externos a la estación, circulando por los carriles de tráfico mixto sobre la Avenida Primero de Mayo, con posibilidad de trasbordo usando la tarjeta TuLlave:
| Código | Sector              | Dirección                     | Rutas                                                                      |
| ------ | ------------------- | ----------------------------- | -------------------------------------------------------------------------- |
| 079A12 | H Br. San José Sur  | Av. 1.º de Mayo - KR 12G      | L149L155L329L331L517L331L533L811L812 111 114A 117 139 256 740 C701 P7 T30B |
| 079B12 | H Br. San José Sur  | Av. 1.º de Mayo - KR 12G      | A618H529L205L312L416L508L800L807L810 60 614 580 786 P24 SE6                |
| 078A12 | L Estación Restrepo | Av. 1.º de Mayo - Av. Caracas | C149C155G508G517G529G807H811K331K803K812 111 117 139 580 786 C701 P7 P24   |
| 078B12 | L Estación Restrepo | Av. 1.º de Mayo - Av. Caracas | D205D800F416G533H618K312K329K810 60 114A 256 614 740 SE6 T30B              |

## Ubicación geográfica
| Noroeste: Antonio Nariño    | Norte: H Fucha | Nordeste: Antonio Nariño        |
| Oeste: G NQS Calle 38 A Sur |                | Este: L Avenida Primero de Mayo |
| Suroeste: Antonio Nariño    | Sur: H Olaya   | Sureste: Antonio Nariño         |